# 상속회복청구권
상속회복청구권(相續回復請求權)은 대한민국의 상속법상 청구권리로 상속권이 없으면서도 사실상 상속의 효과를 보유한 사람에 대하여 진정한 상속인이 상속의 효과를 회복할 것을 청구하는 권리로 민법 제999조가 규정하고 있다.

## 사례
- 이맹희씨가 삼성회장 이건희씨를 상대로 제기한 상속회복의 소에서 이 회장이 의결권을 행사하거나 이익배당금을 수령한 1988년 5월과 1989년 12월에 이씨 등 상속권이 침해되어서 소를 제기한 2012년 2월에는 이미 10년이 경과했기 때문에 부적법해 각하 판결을 내렸다[1].

- 갑에게는 배우자 을과 자녀 병, 정, 무 3인이 있었는데 자녀 셋과 배우자가 생존한 상황에서 지난해 갑이 사망하였는데 갑은 사망하기 전에 별다른 유언을 남기지 않고 상속재산으로 20억원 상당의 부동산 여러 필지를 남겼다. 이후 장남 병은 상속재산을 전부 자기 단독 명의로 소유권이전등기를 경료(법적 절차 완료)한 경우, 민법 상속회복청구권에 의해 상속회복의 소를 제기할 수 있다[2].

## 판례
- 상속인인 원고가 소외인이 피상속인의 생전에 그로부터 토지를 매수한 사실이 없는데도 그러한 사유가 있는 것처럼 등기서류를 위조하여 그 앞으로 소유권이전등기를 경료하였음을 이유로 그로부터 토지를 전전매수한 피고 명의의 소유권이전등기가 원인무효라고 주장하면서 피고를 상대로 진정명의의 회복을 원인으로 한 소유권이전등기절차의 이행을 구하는 경우, 이는 상속회복청구의 소에 해당하지 않는다[3]

### 법적 성질
- 진정상속인이 참칭상속인을 상대로 상속재산인 부동산에 관한 등기의 말소등을 구하는 경우에 그 소유권 또는 지분권 등의 귀속원인을 상속으로 주장하고 있는 이상 청구원인 여하에 불구하고 이는 민법 제 조 소정의 상속회복청구의 소 라고 해석하여야 할 것이므로 동법 제 조 제 항 소정의 제척기간의 적용이 있다. 진정상속인이 참칭상속인으로부터 상속재산을 양수한 제 3자를 상대로 등기말소청구를 하는 경우에도 상속회복청구권의 단기의 제척기간이 적용된다[4].

- 재산상속에 관하여 진정한 상속인임을 전제로 그 상속으로 인한 소유권 또는 지분권등 재산권의 귀속을 주장하고 참칭상속인 또는 자기들만이 재산상속을 하였다는 일부 공동상속인들을 상대로 상속재산인 부동산에 관한 등기의 말소 또는 기타 지분권의 반환 등을 구하는 경우에도 그 소유권 또는 지분권이 귀속되었다는 주장이 상속을 원인으로 하는 것인 이상 그 청구원인 여하에 불구하고 이는 민법 제999조 소정의 상속회복청구의 소라고 해석함이 상당한 바 이 사건 청구인들은 인지심판 확정으로 피상속인의 사망시에 소급하여 상속재산을 공동상속 하였음을 원인으로 하여 그 상속분에 따른 지분권을 취득하였음을 전제로 그 지분권에 기하여 공동상속인들에 대하여 상속재산을 처분한 대금의 반환청구를 하는 것이므로 이 사건 소는 상속회복청구의 소에 해당한다. 상속회복청구의 소로 인정되는 이상 그것이 개개의 재산에 대한 구체적인 권리를 행사하는 경우와 일반적인 상속인의 지위회복이나 상속재산 전체에 관한 상속인간의 분할을 의미하는 일반상속회복청구의 경우를 나누어 제척기간의 기산점을 달리 볼 수는 없는 것이다.[5]

- 민법이 규정하는 상속회복의 소는 재산상속권이 참칭재산상속인으로 인하여 침해된 때에 진정한 상속권자가 그 회복을 청구하는 소를 가리키는 것이나 재산상속에 관하여 진정한 상속인임을 전제로 그 상속으로 인한 소유권 또는 지분권 등 재산권의 귀속을 주장하고 참칭상속인 또는 자기들만이 재산상속을 하였다는 일부 공동상속인들을 상대로 상속재산인 부동산에 관한 등기의 말소 등을 청구하는 경우에도 그 소유권 또는 지분권이 귀속되었다는 주장이 상속을 원인으로 하는 것인 이상 그 청구원인 여하에 불구하고 이는 민법 제999조 소정의 상속회복청구의 소라고 해석함이 상당하다. 원고의 청구가 계쟁토지가 원소유자의 재산상속인들인 원 피고 및 소외인 등이 공동상속한 것임에도 피고가 그 단독명의로 소유권보존등기를 마친 것이므로 그 상속지분을 초과한 부분은 원인무효라고 주장하고 그 말소를 구하는 것이어서 항의 법리에 따라 상속회복청구의 소에 해당한다고 한 사례[6]

- 공동상속인인 원 피고가 제3자에게 협의분할용 인감증명서와 인감도장을 교부하였는데 그 제3자가 임의로 협의분할에 의한 단독상속을 원인으로 하여 피고 단독명의로 소유권이전등기를 경료하였으니 그 이전등기 중 원고의 상속지분에 상응하는 부분은 원인무효라고 주장하면서 그 부분 등기의 말소를 구하고 있다면 그 소유권이전등기가 피고의 의사와 전혀 무관하게 제3자에 의하여 경료된 것이라고 보기는 어렵고 피고 또한 상속재산이 원고의 상속포기에 의하여 결과적으로 피고의 단독소유가 된 것이라고 주장하면서 원고의 상속지분권을 다투고 있는 점에 비추어 볼 때 피고 명의의 소유권이전등기가 제3자에 의하여 경료된 것이라는 사정만으로는 그 말소청구소송이 상속회복청구의 소에 해당하지 않는다고 볼 수 없다[7].

### 상대방

##### 참칭상속인
상속회복청구의 상대방이 되는 참칭상속인이라 함은 정당한 상속권이 없음에도 재산상속인임을 신뢰케 하는 외관을 갖추거나 상속인이라고 참칭하면서 상속재산의 전부 또는 일부를 점유함으로써 진정한 상속인의 재산상속권을 침해하는 자를 가리킨다
상속재산인 미등기 부동산을 임의로 매도한 자가 아무 근거없이 피상속인의 호적에 호주상속신고를 한 것으로 기재되어 있으나 상속재산인 미등기 부동산에 관하여 상속인이라고 참칭하면서 등기를 마치거나 점유를 한 바가 없고 또한 피상속인의 호적에 의하더라도 피상속인의 시동생의 손자로서 피상속인의 법정상속인에 해당할 여지가 없어 그 유산에 대하여 상속권이 없음이 명백한 경우 그 자를 상속회복청구의 상대방이 되는 참칭상속인에 해당한다고 볼 수 없다.
- 대법원 선고 다 판결 1994. 11. 18. 92 33701 □

원고의 청구원인이 피고가 부동산의 원래 소유자의 참칭상속인임을 이유로 피고 명의의 소유권이전등 [1]
기의 말소를 구한다는 것이 아니라 피고가 부동산을 농지개혁법에 의하여 분배받은 일이 없음에도 불구하
고 이를 분배받아 상환을 완료한 것처럼 문서를 위조하여 피고 명의의 소유권이전등기를 마쳤으니 그 등
기와 이에 터잡은 나머지 피고 명의의 각 소유권이전등기의 말소를 구한다는 것이라면 이는 상속회복의
소에는 해당하지 아니한다.
재산상속회복청구의 소에 있어서 그 상대방이 되는 참칭상속인이라 함은 [2] 재산상속인임을 신뢰하게 하
는 외관을 갖추고 있거나 상속인이라고 참칭하여 상속재산의 전부 또는 일부를 점유하는 등의 방법에 의
하여 진정한 상속인의 상속권을 침해하는 자를 가리키는 것으로서 상속인 아닌 자가 자신이 상속인이라고
주장하거나 또는 공동상속인 중 인이 자신이 단독상속인이라고 주장하였다 하더라도 달리 상속권의 침해 1
가 없다면 그러한 자를 가리켜 상속회복청구의 소에서 말하는 참칭상속인이라고 할 수는 없는 것이다.
소외인이 원고들과 공동으로 부동산을 상속하였을 뿐인데도 자신이 단독상속인이라고 주장하여 부동 [3]
산 전체에 관하여 피고 명의로 경료된 소유권이전등기의 말소를 청구한 일이 있다고 하더라도 그것만으로
는 그 소외인이 원고들의 상속권을 침해하였다고는 볼 수 없다.
- 대법원 선고 다 판결 1984. 2. 14. 83 600 □

진정한 상속인임을 내세워 상속으로 인한 지분권의 귀속을 주장하고 참칭상속인으로부터 상속재산을 양수
한 자들을 상대로 상속부동산에 대한 등기의 말소를 구하는 소는 상속회복의 소에 해당한다.
- 대법원 선고 다 판결 1992. 9. 25. 92 18085 □

원고가 청구원인으로 피고가 참칭상속인임을 이유로 토지에 대한 피고 명의의 소유권보존등기의 말소를
구하는 것이 아니라 피고가 상속인과는 아무런 관련이 없으면서도 부동산소유권이전등기등에관한특별조치
법상의 허위의 보증서에 기하여 소유권보존등기를 경료하였으니 이는 원인무효이고 따라서 그 말소를 구
한다는 것이라면 이는 상속회복의 소에 해당하지 아니한다.
- 대법원 선고 다 판결 1993. 11. 23. 93 34848 □

사망자의 상속인이 아닌 자가 상속인인 것처럼 허위기재된 위조의 제적등본 호적등본 등을 기초로 하여 ,
상속인인 것처럼 꾸며 상속등기가 이루어진 사실만으로는 민법 제 조 소정의 참칭상속인에 해당한다고 999할 수 없다.
- 대법원 선고 다 판결 1998. 6. 26. 97 48937 □

무허가건물대장은 행정관청이 무허가건물 정비에 관한 행정상 사무처리의 편의를 위하여 직권으로 무허가
건물의 현황을 조사하고 필요사항을 기재하여 비치한 대장으로서 건물의 물권 변동을 공시하는 법률상의
등록원부가 아니며 무허가건물대장에 건물주로 등재된다고 하여 소유권을 취득하는 것이 아닐 뿐만 아니
라 권리자로 추정되는 효력도 없는 것이므로 참칭상속인 또는 그로부터 무허가건물을 양수한 자가 무허가
건물대장에 건물주로 기재되어 있다고 하여 이를 상속회복청구의 소에 있어 상속권이 참칭상속인에 의하
여 침해된 때에 해당한다고 볼 수 없다.
- 대법원 선고 다 판결 1991. 10. 22. 91 21671 □

청구원인으로 주장하는 바가 피상속인이 사망하자 그 공동상속인 중의 인이 함부로 망인의 인감증명서와 1
망인명의의 등기소요서류를 위조하여 아무런 원인도 없이 제 자 앞으로 불법등기를 경료하였다고하여 위 3
제 자에게 그 등기의 말소를 구하고 있는 것 3 이라면 그 소는 상속회복청구의 소에 해당하지 아니한다.
- 대법원 선고 다 판결 1998. 10. 27. 97 38176 □

상속인인 원고가 소외인이 피상속인의 생전에 그로부터 토지를 매수한 사실이 없는데도 그러한 사유가 있
는 것처럼 등기서류를 위조하여 그 앞으로 소유권이전등기를 경료하였음을 이유로 그로부터 토지를 전전
매수한 피고 명의의 소유권이전등기가 원인무효라고 주장하면서 피고를 상대로 진정 명의의 회복을 원인
으로 한 소유권이전등기절차의 이행을 구하는 경우 이는 상속회복청구의 소에 해당하지 않는다.

##### 공동상속인
- 대법원 선고 다카 판결 1991. 2. 22. 90 19470 □

상속회복청구의 상대방이 되는 참칭상속인이라 함은 [1] 재산상속인인 것을 신뢰케하는 외관을 갖추고 있
는 자나 상속인이라고 참칭하여 상속재산의 전부 또는 일부를 점유하는 자를 가리키는 것으로서 공동상속
인의 한 사람이 다른 상속인의 상속권을 부정하고 자기만이 상속권이 있다고 참칭하는 경우도 여기에 해
당한다 할 것이고 이와 같은 요건을 충족하면서 진정한 상속인의 상속권 또는 상속분 을 침해하기만 하면 ( )
참칭상속인은 별다른 요건을 필요로 하지 아니하고 상속회복청구의 상대방이 될 수 있는 것이다.
상속재산에 관하여 진정한 상속인임을 전제로 상속으로 인한 소유권 또는 지분권 등 재산권의 귀속을 [2]
주장하고 참칭상속인을 상대로 또는 자기만이 재산상속을 하였다고 하는 공동상속인이나 그들로부터 상속
재산을 양수한 제 자를 상대로 상속재산인 부동산에 관한 등기의 효력을 다투는 경우에도 그 소유권 또 3
는 지분권의 귀속을 내세우는 근거가 상속을 원인으로 하는 것인 이상 그 권리 행사의 방식여하에 불구하
고 이는 민법 제 조 소정의 상속회복청구의 소라고 해석하여야 한다 999 .
- 대법원 선고 다 판결 1997. 1. 21. 96 4688 □

[1] 상속재산인 부동산에 관하여 공동상속인 중 인 명의로 소유권이전등기가 경료된 경우 그 등기가 상 1
속을 원인으로 경료된 것이라면 등기명의인의 의사와 무관하게 경료된 것이라는 등의 특별한 사정이 없는
한 그 등기명의인은 재산상속인임을 신뢰케 하는 외관을 갖추고 있는 자로서 참칭상속인에 해당된다.
소유권이전등기에 의하여 재산상속인임을 신뢰케 하는 외관을 갖추었는지의 여부는 권리관계를 외부 [2]
에 공시하는 등기부의 기재에 의하여 판단하여야 하므로 비록 등기의 기초가 된 보증서 및 확인서에 취득
원인이 상속으로 기재되어 있다 하더라도 등기부상 등기원인이 매매로 기재된 이상 재산상속인임을 신뢰
케 하는 외관을 갖추었다고 볼 수 없다.
- 대법원 선고 다 판결 1994. 3. 11. 93 24490 □

부동산에 관하여 공동상속인의 한 사람인 갑 단독 명의로 경료된 소유권보존등기가 갑이 다른 상속인인
을의 상속권을 부정하고 자기만이 상속권이 있다고 참칭하여 경료한 것이 아니라 제 자가 갑의 의사와는 3
아무런 상관없이 관계서류를 위조하여 경료한 것이고 달리 갑이 자기만이 상속한 것이라고 주장하였다고
볼만한 아무런 자료도 없다면 갑을 상속회복청구의 소에서 말하는 참칭상속인이라고는 할 수 없다.
- 헌법재판소 자 헌바 결정 2006. 2. 23. 2003 38 □

공동상속인을 참칭상속인의 범위에 포함시키는 경우 진정상속인은 단기의 제척기간을 적용받아 상속재산
의 회복에 제한을 받게된다. 반면 상속회복청구의 상대인 참칭상속인의 범위를 축소하게 되면 진정한 상
속권자가 아닌 자로부터 상속재산을 취득한 제 자가 보호받지 못하게 되는 경우가 발생할 수 있다 이와 3 .
같이 참칭상속인의 범위를 정함에 따라 진정상속인과 제 자의 이익 중 하나는 반드시 제한되게 되므로 3
어느 한 쪽을 선택하여 그 이익을 보호하는 것은 불가피한 측면이 있다. 공동상속인이라 하여도 자신의
상속분을 넘는 부분에 대하여 권리를 주장하고 있다면 그 부분에 관하여는 본질적으로 보통의 참칭상속인
과 다를 것이 없다. 또한 전혀 무권리자인 참칭상속인이 상속회복청구권의 단기 제척기간에 의한 이익을
받는 점에 비추어 적어도 일부의 권리를 가지고 있는 공동상속인이 그러한 이익을 받는 것을 크게 불합리
하다고 할 수는 없다 따라서 상속회복청구권에 대하여 단기의 제척기간을 규정하고 있는 민법 제 조 . 999
제 항을 적용함에 있어 공동상속인을 참칭상속인의 범위에 포함시키는 것이 진정상속인의 재산권 및 재 2
판청구권을 침해하지 않는다.

##### 참칭상속인으로부터의 제 취득자
- 대법원 선고 다카 판결 1987. 5. 12. 86 2443 □

상속회복청구의 소는 진정한 상속인이 참칭상속인 또는 참칭상속인으로부터 상속재산을 양수한 제 자를 3
상대로 상속재산의 회복을 청구하는 소이므로 적법하게 상속등기가 마쳐진 부동산에 대하여 상속인의 일
부가 다른 상속인 또는 제 자를 상대로 원인 없이 마쳐진 이전등기의 말소를 구하는 소 3는 이에 해당하지
아니하여 민법 제 조 제 항이 정하는 소의 제기에 관한 제척문제의 적용이 없다 999 2 .
- 대법원 선고 다카 판결 1989. 1. 17. 87 2311 □

상속재산에 관하여 진정한 상속인임을 전제로 그 상속으로 인한 소유권 또는 지분권등 재산권의 귀속을
주장하고 참칭상속인 또는 자기만이 재산상속을 하였다는 일부 공동상속인이나 그로부터 양수한 제 자 3 를
상대로 상속재산인 부동산에 관한 등기의 말소 등을 청구하는 경우에 그 소유권 또는 지분권이 귀속되었
다는 주장이 상속을 원인으로 하는 것이라면 그 청구원인에 불구하고 이 소송은 민법 제 조의 상속회 999
복의 소라고 보아야 한다.
상속권을 주장하지 않고 별도의 취득원인에 기한 상속재산에 대한 권리를 주장하는 자 4.
- 대법원 선고 다 판결 1982. 1. 26. 81 851 □

공동상속인의 인인 피고 갑이 1 피상속인의 생전에 그로부터 이 건 토지를 매수한 사실이 없음에도 그런
사유가 있음을 이유로 임야소유권이전등기등에 관한 특별조치법에 의한 이전등기를 경료하였으니 그 등기
가 무효라는 사유를 청구원인으로 하여 그 이전등기 및 이에 기한 상피고 을 명의의 이전등기의 말소를
구하는 다른 공동상속인의 인이 제기한 소는 상속회복청구의 소가 아니다 1 .
- 대법원 선고 다 판결 1993. 9. 14. 93 12268 □

상속인 중 인이 1 피상속인의 생전에 그로부터 토지를 매수한 사실이 없음에도 불구하고 이를 매수하였다
고 하여 부동산소유권이전등기등에관한특별조치법에 의한 이전등기를 경료하였음을 이유로 하여 나머지
상속인들을 대위하여 그 말소를 청구하는 소는 상속회복청구의 소에 해당한다고 볼 수 없다.
- 대법원 선고 다카 판결 1987. 6. 23. 86 1407 □

청구원인이 갑이 망인의 참칭상속인임을 이유로 갑의 소유권이전등기와 그에 기한 을의 가등기의 말소를
구하는 것이 아니라 갑이 위 망인의 생전에 그로부터 이 사건 부동산을 매수한 사실이 없는데도 그러한
사유가 있는 것처럼 등기서류를 위조하여 그 앞으로 소유권이전등기를 경료하였음을 이유로 원인무효를
내세워 그 등기의 말소를 구하는 소는 상속회복의 소에 해당하지 아니한다.
- 대법원 선고 다 판결 1991. 11. 8. 91 27990 □

청구원인이 피고가 망인의 참칭상속인임을 이유로 계쟁부동산에 대한 피고 명의의 소유권이전등기 또는
소유권보존등기 등의 말소를 구하는 것이 아니라 망인의 생전에 그로부터 위 부동산들을 매수한 사실이
없는데도 그러한 사유가 있다고 내세워 이미 사망한 망인을 상대로 제기한 소송에서 얻은 확정판결에 詐僞
기하여 그 앞으로 경료된 소유권이전등기 임야 또는 부동산소유권이전등기등에관한특별조치법상의 매수 ,
에 관한 허위의 보증서에 기한 소유권보존등기 등이 원인무효임을 내세워 그 말소를 구하고 있는 것이라
면 그 소는 상속회복의 소에 해당하지 아니한다.

##### 피상속인을 달리하는 경우
- 대법원 선고 다 판결 1994. 4. 15. 94 798 □

상속회복청구의 소는 진정상속인과 참칭상속인이 주장하는 그 피상속인이 동일인임을 전제로 한다고 할
것인데 원고가 주장하는 그 피상속인과 피고가 주장하는 그 피상속인이 이름만 같을 뿐 다른 사람인 경우
에는 원고의 청구원인이 원고가 상속을 원인으로 임야에 관한 소유권을 취득하였음을 전제로 한다 하더라
도 이를 상속회복청구의 소라 할 수 없다.
- 대법원 선고 다 판결 1998. 4. 10. 97 54345 □

[1] 진정상속인이 주장하는 피상속인과 참칭상속인이 주장하는 피상속인이 다른 사람인 경우에는 진정상
속인의 청구원인이 상속에 의하여 소유권을 취득하였음을 전제로 한다고 하더라도 이를 상속회복청구의
소라고 할 수 없다.
[2] 참칭상속인이 진정상속인의 피상속인이 아니라 그로부터 부동산을 전매한 자로부터 부동산을 상속을
받아 현재 사실상 소유하고 있다는 것을 확인하는 내용의 확인서와 보증서에 기하여 부동산소유권이전등
기등에관한특별조치법에 의한 상속등기를 경료한 경우 비록 등기부상으로는 부동산에 관하여 참칭상속인
명의로 위 특별조치법상의 상속등기가 경료되어 있지만 이는 참칭상속인이 진정상속인의 피상속인으로부
터 부동산을 상속하였다는 등기로 볼 수 없어 그 상속등기 명의자를 당해 부동산에 관한 참칭상속인이라
고는 볼 수 없다는 이유로 진정상속인이 제기한 당해 부동산에 관한 소유권이전등기말소청구는 상속회복
청구의 소에 해당되지 않는다고 한 사례.

##### 혼외자가 피상속인 사망후에 인지를 받은 경우
- 대법원 선고 다 판결 1993. 8. 24. 93 12 □

민법 제 조에 의하여 상속개시 후의 인지 또는 재판의 확정에 의하여 공동상속인이 된 자가 분할 [1] 1014
을 청구할 경우에 다른 공동상속인이 이미 분할 기타 처분을 한 때에는 그 상속분에 상당한 가액의 지급
을 청구할 권리가 있는바 이 가액청구권은 상속회복청구권의 일종이다.
민법 제 조의 가액은 다른 공동상속인들이 상속재산을 실제처분한 가액 또는 처분한 때의 시가가 [2] 1014
아니라 사실심 변론종결시의 시가를 의미한다.
상속개시 후에 인지되거나 재판이 확정되어 공동상속인이 된 자도 그 상속재산이 아직 분할되거나 처 [3]
분되지 아니한 경우에는 당연히 다른 공동상속인들과 함께 분할에 참여할 수 있을 것인바 민법 제 조 1014
는 그와 같은 인지 이전에 다른 공동상속인이 이미 상속재산을 분할 기타의 방법으로 처분한 경우에는 사
후의 피인지자는 다른 공동상속인들의 분할 기타 처분의 효력을 부인하지 못하게 하는 대신 이들에게 그
상속분에 상당한 가액의 지급을 청구할 수 있도록 하여 상속재산의 새로운 분할에 갈음하는 권리를 인정
함으로써 피인지자의 이익과 기존의 권리관계를 합리적으로 조정하는 데 그 목적이 있다 할 것이고 따라
서 그 가액의 범위에 관하여는 부당이득반환의 범위에 관한 민법규정을 유추적용할 수 없고 다른 공동상
속인들이 분할 기타의 처분시에 피인지자의 존재를 알았는지의 여부에 의하여 그 지급할 가액의 범위가
달라지는 것도 아니다.
상속재산의 처분에 수반되는 조세부담은 상속에 따른 비용이라고 할 수 없고 [4] 민법 제 조에 의한 1014
가액의 지급청구는 상속재산이 분할되지 아니한 상태를 가정하여 피인지자의 상속분에 상당하는 가액을
보장하려는 것이므로 다른 공동상속인들의 분할 기타의 처분에 의한 조세부담을 피인지자에게 지급할 가
액에서 공제할 수 없고 다른 상속인들이 피인지자에게 그 금액의 상환을 구할 수도 없다.
제사용 재산을 일반상속재산으로 상속한 상속인 7.
- 대법원 선고 다 판결 2006. 7. 4. 2005 45452 □

재산상속에 관하여 진정한 상속인임을 전제로 그 상속으로 인한 소유권 또는 지분권 등 재산권의 귀 [1]
속을 주장하고 참칭상속인 또는 자기들만이 재산상속을 하였다는 일부 공동상속인들을 상대로 상속재산인
부동산에 관한 등기의 말소 또는 진정명의 회복을 위한 등기의 이전 등을 청구 ( ) 하는 경우에 그 소유권 또
는 지분권이 귀속되었다는 주장이 상속을 원인으로 하는 것인 이상 그 청구원인 여하에 불구하고 이는 민
법 제 조에 정한 상속회복청구의 소라고 해석함이 상당하다 999 .
구 민법 제 조에 정한 이른바 제사용 재산은 일반상속재산과는 구분되는 특별재산으로서 대외적인 [2] 996
관계뿐만 아니라 상속인 상호간의 대내적인 관계에서도 구 민법상의 호주상속인이 단독으로 그 소유권을
승계하는 것이나 위 규정에 의한 승계를 상속과는 완전히 별개의 제도라고 볼 것이 아니라 본질적으로 상
속에 속하는 것으로서 일가의 제사를 계속할 수 있게 하기 위하여 상속에 있어서의 한 특례를 규정한 것
으로 보는 것이 상당하다 따라서 그에 관하여 일반상속재산과는 다소 다른 특별재산으로서의 취급을 할 .
부분이 있다 하더라도 상속을 원인으로 한 권리의무관계를 조속히 확정시키고자 하는 상속회복청구권의
제척기간 제도의 취지까지 그 적용을 배제하여야 할 아무런 이유가 없다.
민법 제 조의 에 정한 묘토인 농지는 그 수익으로서 분묘관리와 제사의 비용에 충당되는 농 [3] 1008 3 ‘ ’
지를 말하는 것으로서 단지 그 토지상에 분묘가 설치되어 있다는 사정만으로 이를 묘토인 농지에 해당한
다고 할 수는 없으며 위 규정에 따라 망인 소유의 묘토인 농지를 제사주재자로서 단독으로 승계하였음을
주장하는 자는 피승계인의 사망 이전부터 당해 토지가 농지로서 거기에서 경작한 결과 얻은 수익으로 인
접한 조상의 분묘의 수호 및 관리와 제사의 비용을 충당하여 왔음을 입증하여야 한다.
이 사건에서 원고가 각 부동산이 제사용 재산인 묘토인 농지에 해당함을 전제로 자신이 그 단독승 ‘ ’ ▷
계인이라고 주장하면서 법정상속분에 따라 일반재산상속을 원인으로 한 소유권이전등기를 마친 공동상속
인이거나 일부 공동상속인으로부터 이를 다시 상속받은 피고들을 상대로 소유권 지분이전등기를 구하는
이 사건 소유권이전등기청구에 관한 소는 그 실질이 상속회복청구에 해당하여 민법 제 조 제 항에 정 999 2
한 제척기간이 적용된다.

### 상속회복청구권의 소멸
- 대법원 선고 다 판결 1981. 2. 10. 79 2052 □

기본채권이 상속회복청구권의 일종인 민법 제 조 소정의 상속재산 처분후의 피인지자들의 청구권에 1014
기한 것이라면 그에 대한 이행청구시부터 발생하는 지연손해금 청구채권도 상속회복청구권의 확장이므로
민법 제 조 제 항 소정의 제척기간의 적용 982 2 이 있다.
- 대법원 선고 다 판결 2007. 10. 25. 2007 36223 □

상속회복청구권의 제척기간 기산점이 되는 민법 제 조 제 항의 상속권의 침해를 안 날이라 함은 [1] 999 2 자
기가 진정한 상속인임을 알고 또 자기가 상속에서 제외된 사실을 안 때를 가리키는 것으로서 단순히 상속
권 침해의 추정이나 의문만으로는 충분하지 않으며 언제 상속권의 침해를 알았다고 볼 것인지는 개별적
사건에 있어서 여러 객관적 사정을 참작하고 상속회복청구가 사실상 가능하게 된 상황을 고려하여 합리적
으로 인정하여야 한다.
공동상속인 중 인이 나머지 공동상속인들을 상대로 제기한 상속재산분할심판 사건에서 공동상속인 [2] 1
일부의 소송대리권이 흠결된 채로 소송대리인 사이에 재판상 화해나 조정이 성립하여 화해조서 또는 조정
조서가 작성되고 그 조서에 기하여 공동상속인 중 인 명의로 상속재산협의분할을 원인으로 한 소유권이 1
전등기가 경료된 경우 위와 같은 화해나 조정은 무효라 할 것이나 그 조서에 확정판결과 같은 효력이 있
는 이상 그 조서가 준재심에 의해 취소되기 전에는 당사자들로서는 위 화해나 조정의 무효를 확신할 수
없는 상태에 있다고 할 것이고 그 후 소송대리권의 흠결 여부가 다투어진 끝에 준재심에 의해 화해조서나
조정조서가 취소되었다면 나머지 공동상속인들은 그 준재심의 재판이 확정된 때에 비로소 공동상속인 중
인에 의해 자신들의 상속권이 침해된 사실을 알게 되었다고 봄이 상당 1 하므로 상속회복청구권의 제척기간
은 그때부터 기산된다.
- 대법원 선고 다 판결 2009. 10. 15. 2009 42321 □

자신이 진정한 상속인임을 전제로 그 상속으로 인한 소유권 또는 지분권 등 재산권의 귀속을 주장하 [1]
면서 참칭상속인 또는 참칭상속인으로부터 상속재산에 관한 권리를 취득하거나 새로운 이해관계를 맺은
제 자를 상대로 상속재산인 부동산에 관한 등기의 말소 등을 청구하는 경우 그 재산권 귀속 주장이 상속 3 ,
을 원인으로 하는 것인 이상 청구원인이 무엇인지 여부에 관계없이 민법 제 조가 정하는 상속회복청구 999
의 소에 해당한다.
민법 제 조 제 항은 상속회복청구권은 그 침해를 안 날부터 년 상속권의 침해행위가 있은 날부 [2] 999 2 “ 3 ,
터 년을 경과하면 소멸한다 고 규정하고 있는바 여기서 그 제척기간의 기산점이 되는 상속권의 침 10 .” , ‘
해행위가 있은 날이라 함은 참칭상속인이 상속재산의 전부 또는 일부를 점유하거나 상속재산인 부동산 ’
에 관하여 소유권이전등기를 마치는 등의 방법에 의하여 진정한 상속인의 상속권을 침해하는 행위를 한
날을 의미한다 또한 제척기간의 준수 여부는 상속회복청구의 상대방별로 각각 판단하여야 할 것이어서 . , ,
진정한 상속인이 참칭상속인으로부터 상속재산에 관한 권리를 취득한 제 자를 상대로 제척기간 내에 상 3
속회복청구의 소를 제기한 이상 그 제 자에 대하여는 민법 제 조에서 정하는 상속회복청구권의 기간이 3 999
준수되었으므로 참칭상속인에 대하여 그 기간 내에 상속회복청구권을 행사한 일이 없다고 하더라도 그것 ,
이 진정한 상속인의 제 자에 대한 권리행사에 장애가 될 수는 없다 3 .
- 대법원 선고 다 판결 1993. 2. 26. 92 3083 □

상속회복의 소는 제척기간을 정하고 있는바 이 기간은 제소기간으로 볼 것이므로 상속회복청구의 소에 있
어서는 법원이 제척기간의 준수 여부에 관하여 직권으로 조사한 후 기간도과 후에 제기된 소는 부적법한
소로서 흠결을 보정할 수 없으므로 각하하여야 할 것이다.
- 대법원 선고 다 판결 2006. 9. 8. 2006 26694 □

참칭상속인의 최초 침해행위가 있은 날로부터 년이 경과한 이후 10에는 비록 제 자가 참칭상속인으로부터 3
상속재산에 관한 권리를 취득하는 등의 새로운 침해행위가 최초 침해행위시로부터 년이 경과한 후에 10
이루어졌다 하더라도 상속회복청구권은 제척기간의 경과로 소멸되어 진정상속인은 더 이상 제 자를 상대 3
로 그 등기의 말소 등을 구할 수 없다 할 것이며 이는 진정상속인이 참칭상속인을 상대로 제척기간 내에
상속회복청구의 소를 제기하여 승소의 확정판결을 받았다고 하여 달리 볼 것은 아니라 할 것이다.
- 대법원 선고 므 판결 2007. 7. 26. 2006 2757 □

[1] 제 조에 의한 피인지자 등의 상속분상당가액지급청구권은 그 성질상 상속회복청구권의 일종이므로 1014
같은 법 제 조 제 항에 정한 제척기간이 적용 999 2 되고 같은 항에서 년의 제척기간의 기산일로 규정한 3
그 침해를 안 날 이라 함은 피인지자가 자신이 진정상속인인 사실과 자신이 상속에서 제외된 사실을 ‘ ’
안 때를 가리키는 것으로 혼인외의 자가 법원의 인지판결 확정으로 공동상속인이 된 때에는 그 인지판결
이 확정된 날에 상속권이 침해되었음을 알았다고 할 것이다.
상속회복청구권의 경우 [2] 상속재산의 일부에 대해서만 제소하여 제척기간을 준수하였을 때에는 청구의
목적물로 하지 않은 나머지 상속재산에 대해서는 제척기간을 준수한 것으로 볼 수 없고 민법 제 조에 1014
의한 상속분상당가액지급청구권의 경우도 같은 법 제 조 제 항의 제척기간이 도과되면 소멸하므로 999 2 그
기간내에 한 청구채권에 터 잡아 제척기간 경과 후 청구취지를 확장하더라도 그 추가부분의 청구권은 소
멸한다고 할 것이나 만일 상속분상당가액지급청구권의 가액산정 대상재산을 인지 전에 이미 분할 내지 처
분된 상속재산 전부로 삼는다는 뜻과 다만 그 정확한 권리의 가액을 알 수 없으므로 추후 감정결과에 따
라 청구취지를 확장하겠다는 뜻을 미리 밝히면서 우선 일부의 금액만을 청구한다고 하는 경우 그 청구가
제척기간 내에 한 것이라면 대상 재산의 가액에 대한 감정결과를 기다리는 동안 제척기간이 경과하고 그
후에 감정결과에 따라 청구취지를 확장한 때에는 위와 같은 청구취지의 확장으로 추가된 부분에 관해서도
그 제척기간은 준수한 것으로 봄이 상당하다.
민법 제 조에 의한 상속분상당가액지급청구에 있어 원고가 정확한 권리의 가액을 알 수 없으므 [3] 1014 ‘
로 추후 감정결과에 따라 청구취지를 확장하겠다는 뜻을 미리 밝히면서 우선 일부의 금액만을 청구하였 ’
다가 그 후 감정결과에 따라 청구취지를 확장한 경우에 그 권리행사의 제척기간 준수 여부는 청구취지의
확장으로 추가된 부분에 관해서도 우선 일부의 금액을 청구하였던 시점을 기준으로 판단한다 하더라도 피
고의 지체책임의 발생시점을 판단함에 있어서는 피고로서는 원고가 일부의 금액만을 청구한 채 감정결과
를 기다린다는 이유로 청구취지를 확장하지 않고 있는 동안에는 지급하여야 할 구체적 액수가 확정되지
않은 이상 그 액수 미확정 부분에 관한 지급의무의 미이행에 어떤 귀책사유가 있다고 할 수 없으므로 청
구취지의 확장으로 추가되는 금액 부분에 관한 지체책임은 그 청구취지 확장의 뜻이 담긴 청구취지변경신
청서 등의 송달일 다음날부터 비로소 발생한다.

## 같이 보기
- 유류분반환청구권
- 대한민국 민법 제999조
- 참칭상속인